# Glasögtjärnarna (Ströms socken, Jämtland, 710829-146820)
Glasögtjärnarna är en sjö i Strömsunds kommun i Jämtland och ingår i Ångermanälvens huvudavrinningsområde.